# Franck Chambilly
Franck Chambilly (* 3. září 1970 Longjumeau) je bývalý francouzský zápasník–judista.

## Sportovní kariéra
S judem začínal v rodném Longjumeau. Ve francouzské reprezentaci se pohyboval od roku 1993 v superlehké váze do 60 kg. V roce 1996 vybojoval nominaci na olympijské hry v Atlantě, kde nestačil ve druhém kole na Itala Girolama Giovinazza. Od roku 1997 dostávali v reprezentaci přednost mladší judisté – Yacine Douma, Éric Despezelle a další. Sportovní kariéru ukončil v roce 2002. Věnuje se trenérské práci.

## Výsledky
| Turnaj             | 1994            | 1995            | 1996            |
| Turnaj             | 24              | 25              | 26              |
| Turnaj             | superlehká váha | superlehká váha | superlehká váha |
| ------------------ | --------------- | --------------- | --------------- |
| Olympijské hry     |                 |                 | úč.             |
| Mistrovství světa  |                 | úč.             |                 |
| Mistrovství Evropy | 3.              | —               | 3.              |